# Ікушень (Ясси)
Ікушень, Ікушені (рум. Icușeni) — село у повіті Ясси в Румунії. Входить до складу комуни Вікторія.
Село розташоване на відстані 337 км на північ від Бухареста, 13 км на північ від Ясс.

## Населення
За даними перепису населення 2002 року у селі проживали 572 особи, усі — румуни. Усі жителі села рідною мовою назвали румунську.